# علي سرحان
علي حنش بوشي السرحان والمعروف باسم علي سرحان (1957 في بغداد، العراق - )؛ مُلحن عراقي.

## عنه
علي سرحان، ولد في مدينة بغداد، في عام 1957. غنى له أكثر المطربين العراقيين إضافة إلى مطربين خليجيين عدة، وقد أنتج أكثر من 150 أغنية عراقية وعربية.

## أعماله
- 1987: مراسيل (كلمات، محمد المحاويلي، وغناء: رياض كريم، وغناها أيضًا مغنون عرب).